# Jorge Mario Jáuregui
Jorge Mário Jáuregui (1948), é um arquiteto e urbanista argentino, radicado no Brasil. Sendo reconhecido internacionalmente pela sua atuação em desenvolvimento urbano e habitação social. Se destacando pelos seus trabalhos realizados no Projeto de Urbanização do Complexo do Alemão, inaugurado em 2011, e por ter sido um dos idealizadores do programa Favela-Bairro, na década de 1990, ambos no Rio de Janeiro.

## Carreira profissional
Jorge Mário Jáuregui nasceu na Argentina, formou-se em arquitetura pela Faculdade de Arquitetura, Planejamento e Desenho da Universidade Nacional de Rosário, na Argentina. Pertenceu à Juventude Peronista, do Movimento Nacional Justicialista. Em 1978, Jáuregui, a esposa e o primeiro filho, sairam da Argentina em razão da Ditadura Militar implantado no país, indo para o Brasil.
Desde a década de 1980, se radicou na cidade do Rio de Janeiro, no Brasil, onde nasceria seu segundo filho. Também estudou na Universidade Federal do Rio de Janeiro, sendo diplomado como arquiteto e urbanista.
Na década de 1990 passou a pesquisar o espaço urbano do Rio de Janeiro; notadamente em sua divisão socio-espacial, entre as favelas e o restante da cidade. Em seu escritório de arquitetura desenvolveu projetos encomendados por setores públicos e privados; dando importantes contribuições para a gestão e construção do espaço urbano.
Mario Jáuregui trabalhou no escritório do arquiteto Paulo Casé, e apesar de ter participado da formulação do projeto Rio Cidade, para o bairro do Catete, entre os projetos de destaque de Jáuregui notam-se a urbanização de mais de 20 comunidades e favelas, principalmente na cidade do Rio de Janeiro, embora alguns destes projetos não tenham sido executados por completo, como Rio da Pedras (1998), Fernão Cardim, Morro do Fubá e Vidigal.
Participou de diversos programas tais como: Favela-Bairro, Programa de Aceleração do Crescimento - Urbanização de Assentamentos Precários (PAC-UAP) e o Morar Carioca, Núcleo Habitacional da Rocinha, Projeto de Urbanização do Complexo do Alemãoe o Projeto do Complexo de Manguinhos; que ajudaram a aumentar o reconhecimento profissional de Jáuregui. Em âmbito internacional há, ainda, o seu Projeto de Urbanização de Domingo Savio, na República Dominicana.
O plano de reurbanização do Complexo de Manguinhos foi inspirado nas chamadas Ramblas de Barcelona, na Espanha. Por conta disto, Jáuregui denominou o projeto com o nome de "Rambla de Manguinhos". Ali ele derrubou os muros da linha férrea que separavam a comunidade, elevando a estação e a ferrovia em um extenso viaduto; abaixo dele surgiu uma praça arborizada. Criou no projeto um Centro Cívico, um espaço onde ficam biblioteca, escola e outros equipamentos culturais e sociais públicos.
Pelo programa Favela-Bairro, realizado em comunidades do Rio de Janeiro, o escritório de arquitetura de Jorge Mario Jáuregui recebeu, em 6 de dezembro de 2000, a quantia de 20 mil dólares do Prêmio Verônica Rudge Green, em Desing Urbano, oferecido pela Universidade de Harvard, nos Estados Unidos. Sendo até então o único arquiteto do Hemisfério Sul que ganhou tal prêmio. Ainda sobre Jáuregui, houve uma exposição e um livro em Harvard.
Para Jáuregui, o arquiteto tem o papel de “articulador de diferenças”. O projeto de urbanização de favelas, contrária a política de remoções, foi uma resposta à opressão dos conjuntos habitacionais erguidos para tais fins de reurbanização praticados em épocas anteriores, que Jáuregui tanto critica.
Entre seus projetos realizados para a iniciativa privada, o mais conhecido, é a chamada "casa de vidro", do então casal de atores Caio Blat e Maria Ribeiro, no bairro do Itanhangá, na Zona Oeste da cidade do Rio de Janeiro. Também projetou a residência de Marcílio Marques Moreira, diplomata e ministro da Fazenda no governo do presidente Fernando Collor.

### Projeto de Urbanização do Complexo do Alemão
A maior obra urbanística executada de Jorge Mario Jáuregui foi realizada no chamado Complexo do Alemão, na Zona Norte da cidade do Rio de Janeiro. Na idealização inicial do projeto para o Complexo do Alemão foram observadas soluções anteriores adotadas por outras cidades latino-americanas, notadamente o projeto do arquiteto Alejandro Echeverri para Medelin, na Colômbia. Para isto houve até uma visita a Medellín do então governador do estado do Rio de Janeiro, Sérgio Cabral.
O principal objeto deste projeto foi buscar eliminar a "periferização" da comunidade sobre o restante do espaço urbano da cidade, marcado pela imperfeição da infraestrutura urbana e deficiente conectividade; para conduzir a solução deste problema a equipe de Jáuregui criou como referência a construção do teleférico do Complexo do Alemão no conjunto de desenvolvimento de outras formas necessárias de intervenções urbanísticas. A ideia do teleférico em uma comunidade não era nova para Jáuregui e seu amigo Paulo Casé, que anteriormente tentaram executar, sem sucesso, a mesma proposta em um projeto anterior realizado no Vidigal, pelo programa Favela-Bairro.
O teleférico, projeto inédito no Brasil implantado em uma área de favela, foi criado para ser a base da articulação socioespacial garantindo para o Complexo do Alemão a mobilidade de sua população com o restante da cidade, principalmente através de sua conexão com o transporte ferroviario dos trens da Supervia. A obra custou na época R$ 210 milhões. Cada estação serviria como uma espécie de atrativo turístico por possuírem um mirante com vista da cidade e da Baía de Guanabara, elas eram também dotadas também de algum serviço público de relevância, seja uma agência bancária, seja uma biblioteca pública, por exemplo. O teleférico facilitaria o acesso aos pontos até então mais inacessíveis e altos dos diferentes morros existentes no Complexo, locais estes caracterizados por serem redutos de traficantes antes da obra; estas áreas no entorno das estações seriam posteriormente transformadas em locais comerciais e de serviço devido ao fluxo de passageiros usuários do teleférico. Foram implantados 3,5 quilômetros de cabos para o teleférico, unindo o complexo formado por 17 comunidades. Também foram erguidas centenas de unidades habitacionais.
Para servir de conexão entre o Complexo do Alemão e os bairros do entorno, foi projetado o chamado Centro Cívico, lugar de centralidade formado por uma Escola Profissionalizante, Hospital Público, Centro de Atendimento Psiquiátrico, Centro de Apoio Jurídico, Centro de Serviços, Centro de Geração de Trabalho e Renda e uma grande Marquise para unir todos estas instituições; todavia, do projeto apenas a escola foi construída.
O chamado Teleférico do Alemão foi inaugurado em julho de 2011, e teve a presença da então presidente Dilma Rousseff e o governador Sérgio Cabral. Apesar de todos os benefícios sociais e econômicos gerados, um mês após a Olimpíada de 2016, o Teleférico do Alemão fechou para o que seria uma manutenção de apenas seis meses, mas que até os dias atuais nunca mais retornou as atividades. Em 2021 o que restou do teleférico estava em ruínas e a economia local e serviços sociais que surgiram no entorno das estações enfraqueceu ou deixou de existir. Por conta destas e outras dificuldades, o êxito colombiano de Medelim não teve condições de se perpetuar e se repetir no projeto feito por Jorge Mario Jáuregui para o Complexo do Alemão, no Rio de Janeiro.

## Prêmios e reconhecimento[3][9]
| Prêmio                                                                                               | Ano  | País           |
| --- | ---- | -------------- |
| Doctor Honoris Causa, Universidade Nacional de Rosário                                               | 2017 | Argentina      |
| Grande Premio da IV Bienal Internacional de Arquitetura de São Paulo                                 | 1999 | Brasil         |
| 6º Prêmio Verônica Rudge Green, em Desing Urbano, Universidade de Harvard, Graduate School of Design | 2000 | Estados Unidos |
| Primeiro Prmio de Investigação da III Bienal Ibero-americana de Arquitetura                          | 2002 | Chile          |

## Exposições[9]
| Título                                                            | Ano       | País           |
| ----------------------------------------------------------------- | --------- | -------------- |
| “Penso Cidade”                                                    | 2002      | Brasil         |
| “OPEN: Novos Designs para Espaço Público”                         | 2004-2006 | Estados Unidos |
| “World Exhibition of Contemporary Art”                            | 2007      | Alemanha       |
| “Small Scale, Big Change : New Architectures of Social Engagment” | 2010-2011 | Estados Unidos |
| “The Sreet”,                                                      | 2011      | Bélgica        |